# Bettborn (Luxemburg)
Bettborn (en luxemburguès:  Biebereg; en alemany: Bettborn) és una vila i centre administratiu de la comuna de Préizerdaul, situada al districte de Diekirch del cantó de Redange. Està a uns 25 km de distància de la ciutat de Luxemburg.